# Blackwood Crossing
Blackwood Crossing ist ein 2017 erschienenes Videospiel des britischen Entwicklerstudios PaperSeven.
Die Entwickler bezeichnen das Spiel als „magische Reise über das Leben, Liebe und Verlust“, wobei man als Spieler in die Rolle der jugendlichen Scarlett schlüpft und die Umgebung in der Egoperspektive erkundet. Geprägt von Surrealismus und mit einer sehr melancholischen Grundstimmung, wurde Blackwood Crossing erstmals im Juni 2016 vorgestellt. Im April 2017 wurde das Adventure schließlich von Vision Games veröffentlicht.

## Spielprinzip
Als Spieler übernimmt man die Rolle der rund 15-jährigen, rothaarigen Scarlett Blackwood. In der Egoperspektive erkundet man die Umgebung und interagiert mit Gegenständen und Personen. Regelmäßige Rätsel beruhen vor allem auf entsprechender Kombination und Interaktion, um die Handlung voranzubringen. Ein direktes Scheitern im Spiel ist nicht möglich. Die Spielzeit beträgt dabei rund drei bis vier Stunden.

## Handlung
Die beiden Geschwister Scarlett und Finn Blackwood haben früh beide Eltern verloren und so wuchsen die Waisenkinder bei ihren Großeltern auf, wobei sich jedoch nur die ältere Schwester Scarlett an die Eltern erinnern kann. Das Spiel beginnt während einer Zugfahrt in einem Abteil. Dabei scheinen im gesamten Zug außer Scarlett und ihrem jüngeren Bruder Finn keine weiteren Fahrgäste zugegen zu sein. Nach dem Tod der Eltern entwickelte sich zwischen Scarlett und Finn ein inniges Verhältnis. Doch mit zunehmendem Alter entfremdete sich Scarlett, wurde reifer. Dies gipfelte schließlich, zum Leidwesen Finns, in ihrer ersten Beziehung. Finn reagiert auf diese vermeintliche Zurücksetzung mit Wut und Trotz. Finn bedrängt Scarlett mit seiner kindlich naiven und verspielten Art und tobt durch den Zug.

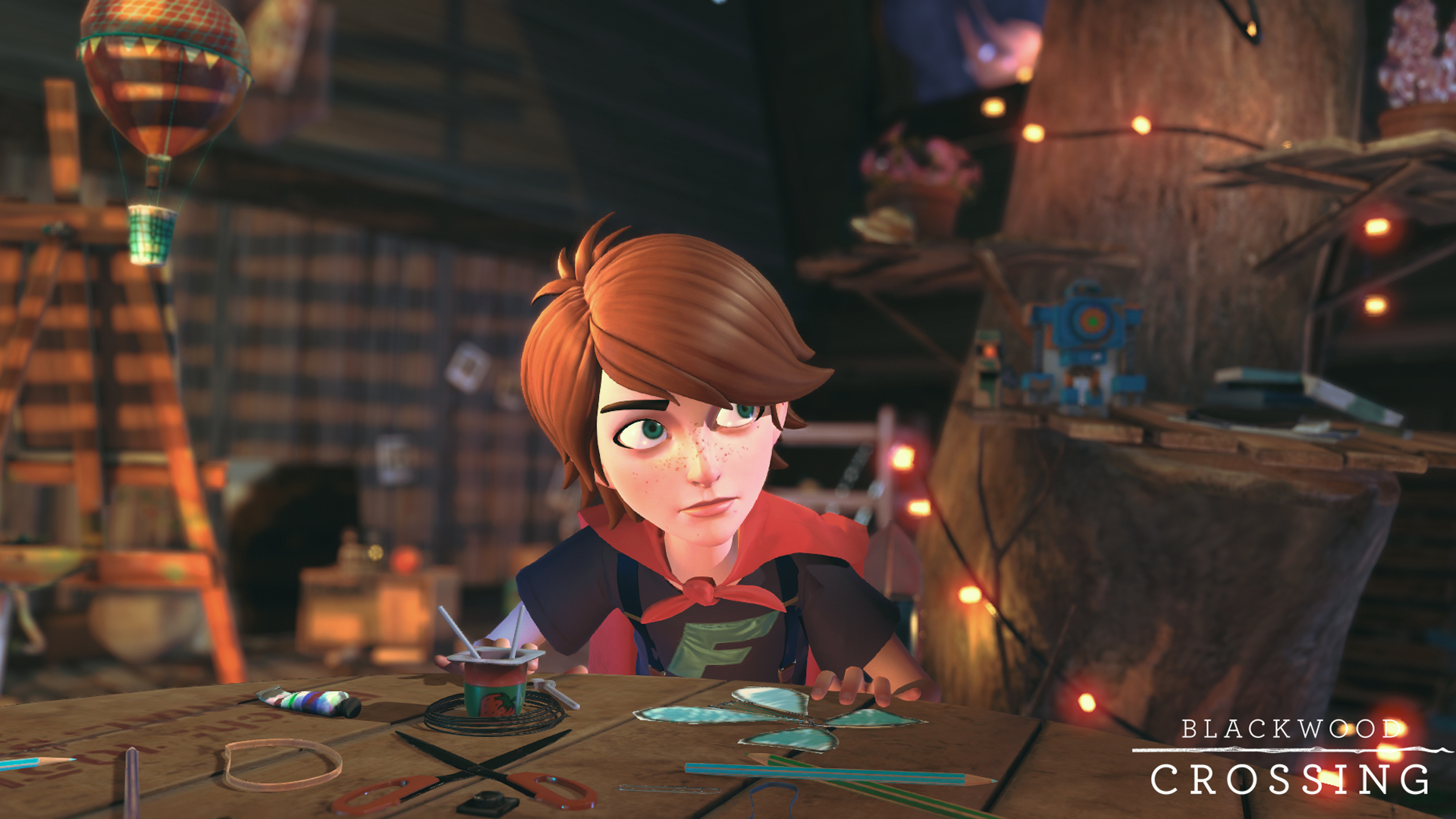
Vorabbildschirmfoto der Entwickler (Finn)

Plötzlich verschwindet Finn und bei ihrer Suche begegnet Scarlett einem merkwürdigen Jungen in Matrosenanzug und Hasenmaske, der ihr zu verstehen gibt, sie solle ihm folgen. Zu ihrer Verwirrung trifft Scarlett im Zug auf Menschen aus der Vergangenheit, die gemeinsamen Eltern und Großeltern, Finns Grundschullehrerin, einen Schulrabauken, sowie Cameron, Scarletts erste Liebe. Merkwürdigerweise tragen sie alle aber verstörende Masken.
Im Zug beginnen sich Pflanzen auszubreiten, Wiesen, Efeu und Bäume. Durch eine Strickleiter gelangt Scarlett in das gemeinsame Baumhaus der Kindheit. Sie erlebt eine Erinnerung, in der sie Finn zurückweist, der alleine beim Bastelspiel scheitert. Beim folgenden Spiel mit ihm zeigt sich dieser glücklich, wirft Scarlett jedoch vor, ihn im Stich gelassen zu haben, was dazu führte, dass er das gemeinsame Baumhaus in Brand steckte.
Nach und nach erlebt Scarlett Erlebnisse der Vergangenheit, unterhält sich mit den maskierten Verwandten und Bekannten. Letztlich gelangt sie zu einer kleinen Insel in einem See, die Finn als seinen Spielplatz auserkor. Dort ist auch das Grab von Isaac zu finden, der bereits 1894 mit acht Jahren starb. Dort wird sie Zeuge, wie Finn mit einem selbstgebauten Schiff auf den großen See hinaus fährt.
Zurück im Zug lüftet sich nach und nach das Mysterium der Reise. Ihre Großeltern bedauern, dass sie sich nicht besser um Finn kümmern und auf ihn aufpassen konnten. Scarletts Liebster Cam beteuert, ihr in dieser schweren Stunde beizustehen, nun, da Finn gestorben ist. Der tote Isaac, der Junge mit Hasenmaske, wurde zu Finns tröstendem Fantasiefreund, nachdem er sich von Scarlett verlassen fühlte. Finns Segelausflug endete mit seinem Tod, als sein Boot kenterte und er ertrank.
Nach dem Abspann erwacht Scarlett in einem Zugabteil bei der Einfahrt in einen Bahnhof. Alles war für sie ein Traum, um den Tod ihres geliebten Bruders zu verarbeiten.

## Synchronisation

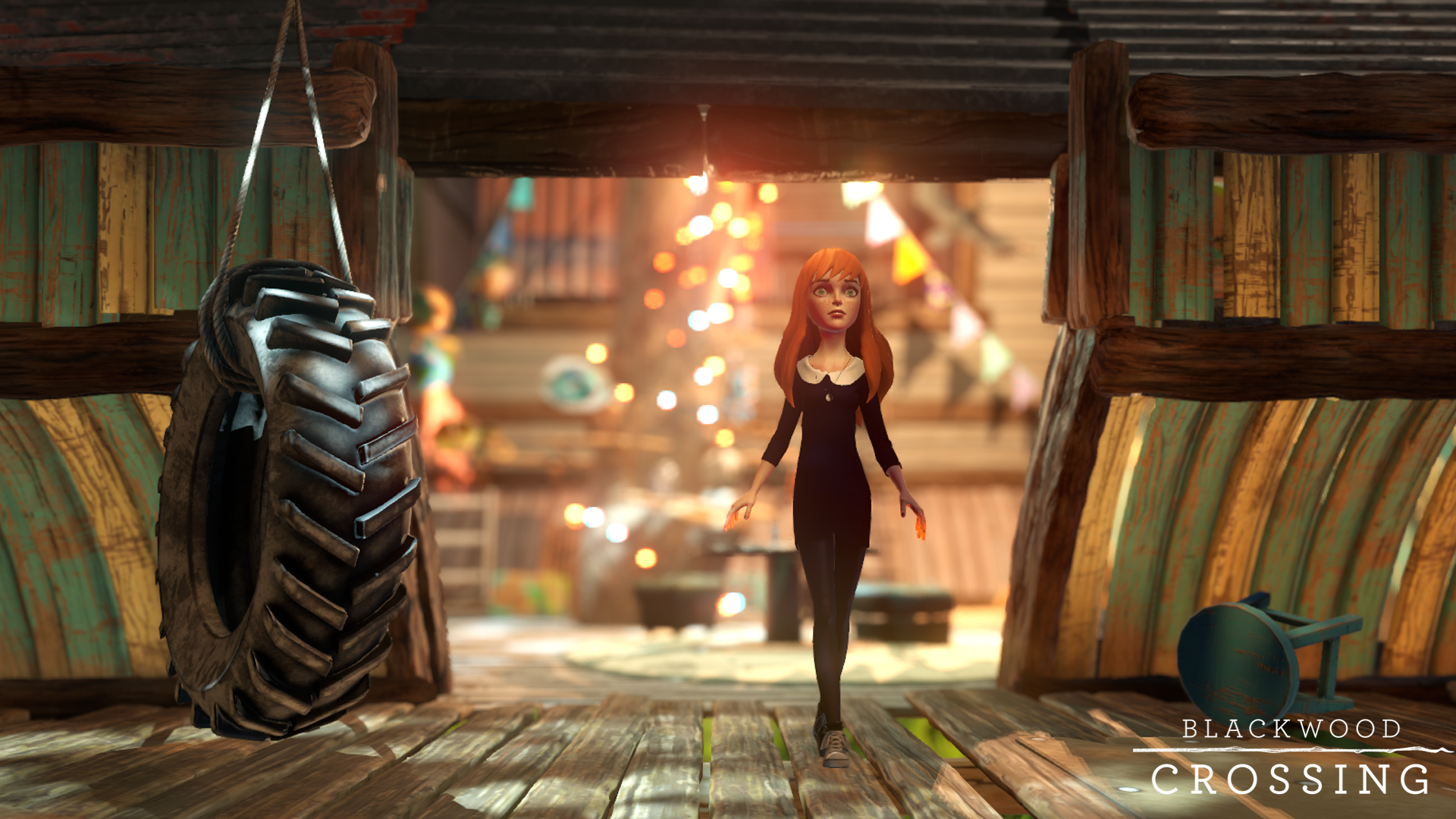
Vorabbildschirmfoto der Entwickler (Scarlett)

| Charakter              | Sprecher       |
| ---------------------- | -------------- |
| Scarlett               | Rosie Jones    |
| Finn                   | Kit Connor     |
| Isaac/Simon            | Clare Corbett  |
| Steve/Jacob            | Jamie Ballard  |
| Lucy/Dorothy/Annabelle | Louiza Patikas |
| Cameron                | Steven France  |

## Rezeption

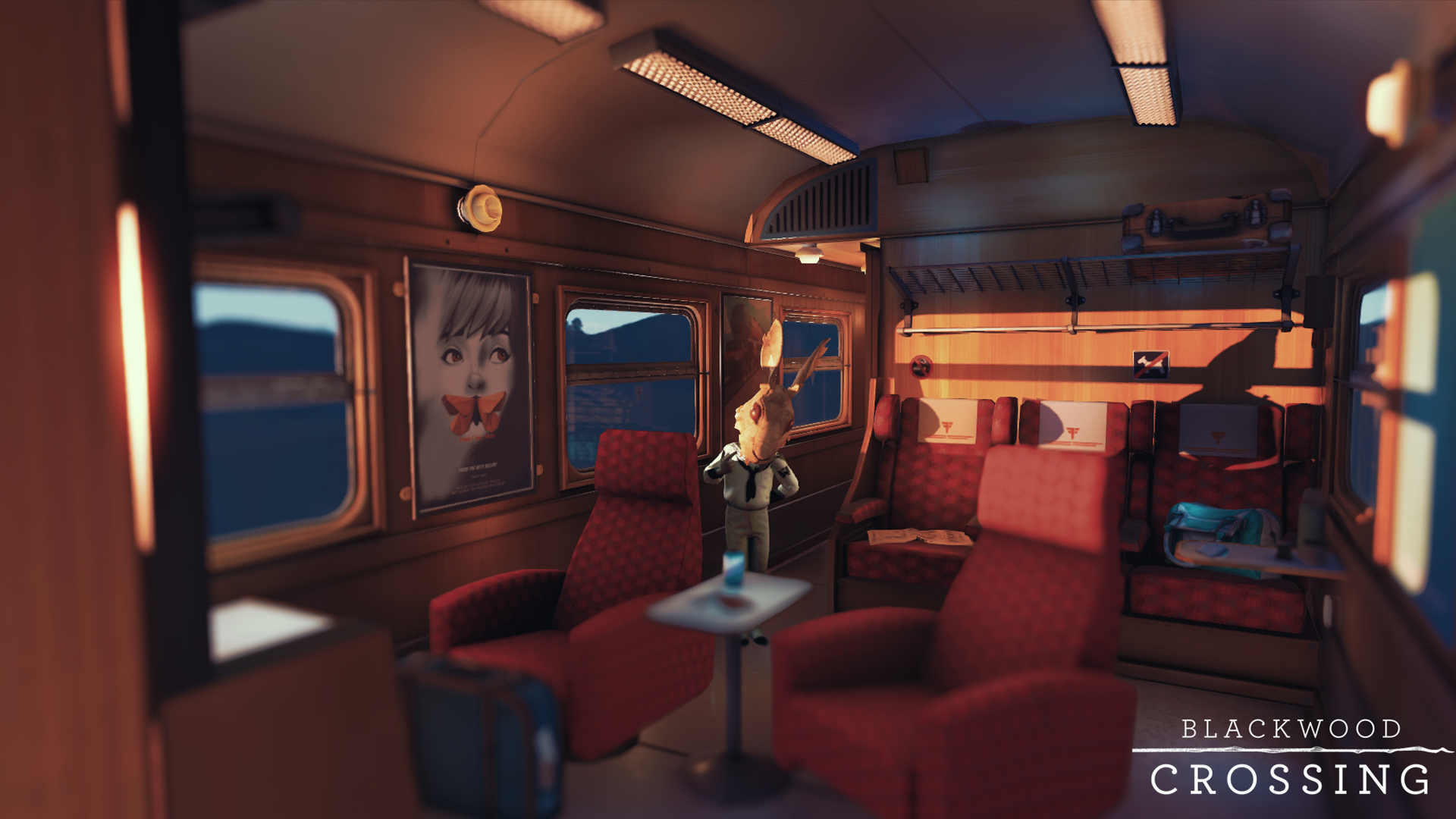
Vorabbildschirmfoto der Entwickler

Von der Fachpresse wurde Blackwood Crossing wohlwollend aufgenommen. Besonders gelobt wurden die erzählerische Stärke des Spieles, die berührende, emotionale Geschichte, die behutsame Musikuntermalung, wie auch die surreale Bildsprache. So nennt etwa Elena Schulz in der GameStar das Spiel eine „emotionale Grenzerfahrung“ und „zum Heulen schön“. Negativ kritisiert wurden aber zu leichte Rätsel, eine teils ungenaue Steuerung, sowie die strikte Linearität.

„Nachdenkliche Reise durch die Beziehung eines Geschwisterpaares mit kleinen Rätseln. (...) Die große Stärke bleibt die gefühlvolle Geschichte, die mir als Spieler viel Zeit lässt, selbst über zwischenmenschliche Themen wie Entfremdung, Schuld und Verlust nachzudenken.“

„Die Geschichte des Adventures von PaperSeven gehört zum Besten und Emotionalsten, was wir in den letzten Jahren gespielt haben. (...) Was wir erlebt und gesehen haben, werden wir nicht so schnell vergessen. (...) Wir erfahren Stück für Stück mehr über die tragische Geschichte des elternlosen Geschwisterpaares und ihren Kampf um einen Platz in der Welt. Während Scarlett schon an der Schwelle zu Frau steht und erwachsen werden will, zieht es Finn immer wieder zurück in die gemeinsame Kindheit - das treibt eine schmerzhafte Kluft zwischen die beiden, die sie im Spiel immer wieder aneinandergeraten lässt. (...) Blackwood Crossing stellt das ernste Thema des Loslassens und Erwachsenwerdens immer wieder mit kindlichen Erinnerungen gegenüber. Es lässt uns einerseits wieder Kind sein, erinnert uns andererseits aber auch an die bittersüße Traurigkeit des Älterwerdens. (...) Das funktioniert vor allem deshalb so gut, weil Blackwood Crossing viel Raum für Interpretationen lässt. Kaum etwas wird wirklich ausgesprochen, aber vieles angedeutet oder symbolisiert, so wir denn aufmerksam hinschauen. Genau das macht die Geschichte so wirkungsvoll. (...) Und unsere Erlebnisse in Blackwood Crossing werden wir definitiv nie vergessen. (...) Blackwood Crossing gehört für mich schon jetzt zu den Überraschungen des Jahres - den positiven, auch wenn meine Tränendrüse etwas Anderes sagt. Das Adventure hat es geschafft, mich wirklich zu berühren. Und das ohne großes Aufheben, übermäßige Theatralik oder Sentimentalität. Sondern es versteckt seine Aussagen geschickt in vermeintlich kleinen Momenten, Dialogen, Gesten und Symbolen, die sich nach und nach in meinem Kopf zu einem Bild zusammenfügen. Gerade deshalb trifft mich die Geschichte von Blackwood Crossing mit solcher Wucht. Sie wird mir nicht erzählt, sondern ich lerne sie verstehen, je mehr ich über die Charaktere und ihr Leben herausfinde. Das tröstet mich auch darüber hinweg, dass es im Spiel selbst so wenig zu tun gibt. Ich werde vielleicht spielerisch nicht gefordert, aber dafür fordert mich die Geschichte heraus und bringt mich emotional an einen Punkt, den nur wenige Spiele erreichen können.“